# Варейкіс Йосип Михайлович
Йосип (Юозас) Михайлович Варейкіс  (Juozas Vareikis; 6 (18) жовтня 1894, село Паско-Варейки (Пасека-Варейкяй) Вілкомірського повіту Ковенської губернії, тепер Литва — розстріляний 29 липня 1938, Москва, СРСР) — народний комісар Донецько-Криворізької республіки, відповідальний секретар Київського губернського комітету РКП(б), член ВУЦВК і ЦВК СРСР. Кандидат у члени Центральної контрольної комісії ВКП(б) у 1923—1924 роках. Кандидат у члени ЦК ВКП(б) у 1924—1930 роках. Член ЦК ВКП(б) у 1930—1937 роках.

## Життєпис
Народився в родині робітника-кочегара. Закінчив нижче ремісниче училище.
Член РСДРП(б) з 1913 року. Вів нелегальну партійну роботу в Московській губернії.
До 1917 року працював токарем-інструментальником фабрики Опеля та Подольського заводу «Зінгер» Московської губернії.
Влітку 1913 Йосип Варейкіс і ще два більшовики стали засновниками фізкультурного гуртка в Подольську з метою залучення робітників в революційну діяльність. За його участю була заснована футбольна команда заводу швейних машин «Зінгер».
З лютого 1917 року — член президії, заступник голови і голова Подольської міської ради Московської губернії. З червня по серпень 1917 року — токар і член заводського комітету Подольського заводу «Зінгер» Московської губернії.
З серпня 1917 року — член президії, секретар Катеринославської ради. Одночасно, з вересня 1917 по січень 1918 року працював токарем заводу машинобудівного акціонерного товариства Р. Г. Мантель у Катеринославі.
У січні — березні 1918 року — секретар виконавчого комітету Донецько-Криворізької обласної ради і народний комісар державного піклування (соціального забезпечення) Донецько-Криворізької Радянської Республіки. У 1918 році — член редакційної колегії газети «Донецкий пролетарий» в Харкові.
У квітні 1918 — серпні 1920 року — голова Симбірського губернського комітету РКП(б), надзвичайний комендант оборони Симбірська.
12 серпня — 19 жовтня 1920 року — голова виконавчого комітету Вітебської губернської ради. 19 жовтня — 6 грудня 1920 року — голова Вітебського губернського революційного комітету. 6 грудня 1920 — жовтень 1921 року — голова виконавчого комітету Вітебської губернської ради.
У вересні 1921 — серпні 1923 року — заступник голови Бакинської ради. У 1922—1923 роках — член Бюро ЦК КП(б) Азербайджану та член Закавказького крайового комітету РКП(б).
У серпні 1923 — лютому 1924 року — відповідальний секретар Київського губернського комітету КП(б)У.
26 лютого — 11 жовтня 1924 року — відповідальний секретар ЦК КП(б) Туркестану та член Середньоазіатського бюро ЦК РКП(б).
У жовтні 1924 — січні 1926 року — завідувач відділу друку ЦК РКП(б). Також працював редактором журналу «Молодая гвардия», відповідальним редактором видавництва «Красная печать».
Автор 40 політичних брошур і статей.  На XIII з'їзді РКП(б) (23–31 травня 1924) прочитав доповідь «Про чергові завдання преси». Брав участь у підготовці постанови ЦК РКП(б) «Про політику партії у галузі художньої літератури». Учасник боротьби з троцькістською опозицією.
У січні 1926 — травні 1928 року — відповідальний секретар Саратовського губернського комітету ВКП(б).
У травні — серпні 1928 року — відповідальний секретар Тимчасового організаційного бюро ЦК ВКП(б) по Центрально-Чорноземній області.
У серпні 1928 — 19 червня 1934 року — відповідальний (1-й) секретар Центрально-Чорноземного обласного комітету ВКП(б).
19 червня 1934 — березень 1935 року — 1-й секретар Воронезького обласного комітету ВКП(б).
20 березня 1935 — 22 грудня 1936 року — 1-й секретар Сталінградського крайового комітету ВКП(б).
15 січня — 20 жовтня 1937 року — 1-й секретар Далекосхідного крайового комітету ВКП(б).
10 жовтня 1937 року заарештований органами НКВС. Засуджений Воєнною колегією Верховного суду СРСР 29 липня 1938 року до страти, розстріляний того ж дня. Похований на полігоні «Комунарка» біля Москви.
26 травня 1956 року реабілітований, 30 липня 1956 року посмертно поновлений у партії.

## Нагороди та відзнаки
- орден Леніна (15.03.1935)